# Psara pachycera
Psara pachycera là một loài bướm đêm trong họ Crambidae.